# Saint-Baudelle
Saint-Baudelle település Franciaországban, Mayenne megyében. Lakosainak száma 1181 fő (2022. január 1.). Saint-Baudelle Parigné-sur-Braye, Contest, Mayenne, Moulay és Saint-Georges-Buttavent községekkel határos.

## Népesség
A település népessége az elmúlt években az alábbi módon változott:
| Lakosok száma | 215  | 501  | 721  | 1132 | 1177 | 1140 | 1119 | 1146 | 1159 | 1181 |
|               | 1968 | 1982 | 1990 | 2006 | 2013 | 2015 | 2017 | 2019 | 2020 | 2022 |